# Fritz von Schwerin
Fredrik (Fritz) Wilhelm von Schwerin, född 18 juli 1822 på Väbjörnstorp, Fröjereds socken, Skaraborgs län, död 14 april 1887 i Stockholm, var en svensk friherre och målare.
Han var son till kaptenen Gustav Verner von Schwerin och Ebba Eugenia Sundin. Schwerin studerade först konst privat i Stockholm innan han fortsatte sina studier vid Konstakademien. Schwerin är representerad vid Kalmar läns museum med ett porträtt av fältherren Jan Banér.